# Chalice (Christchurch)

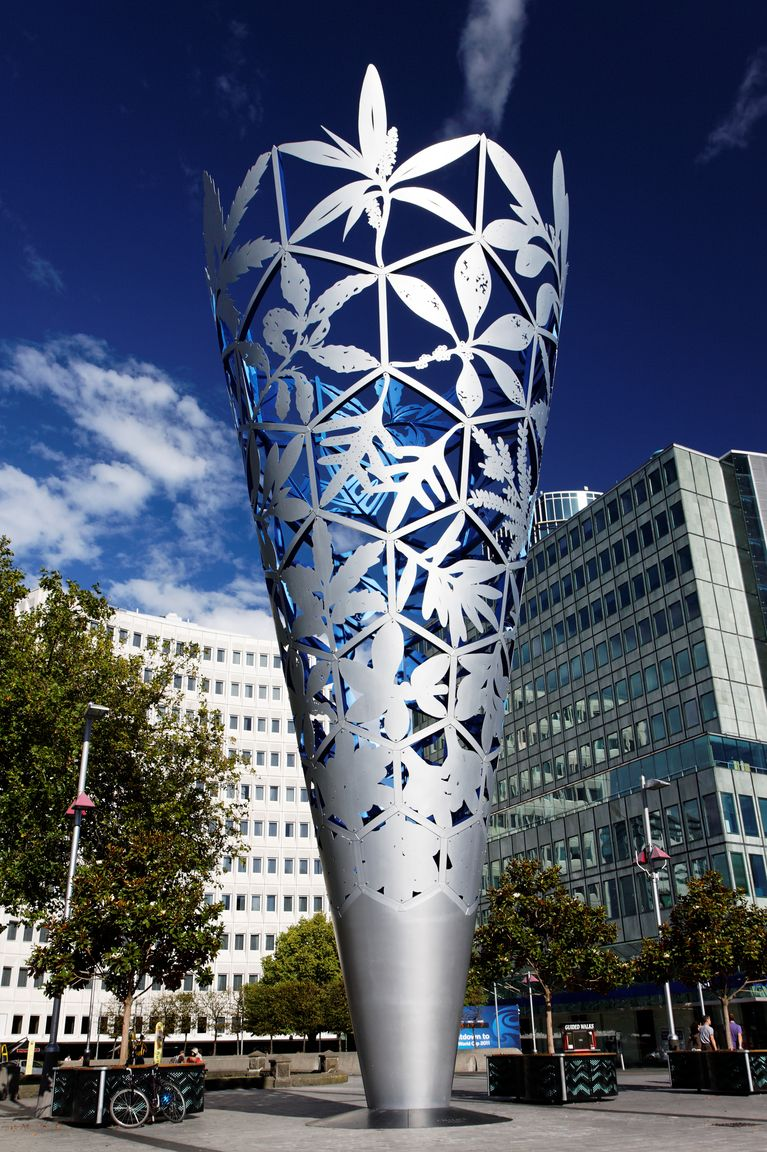
The Chalice in Christchurch

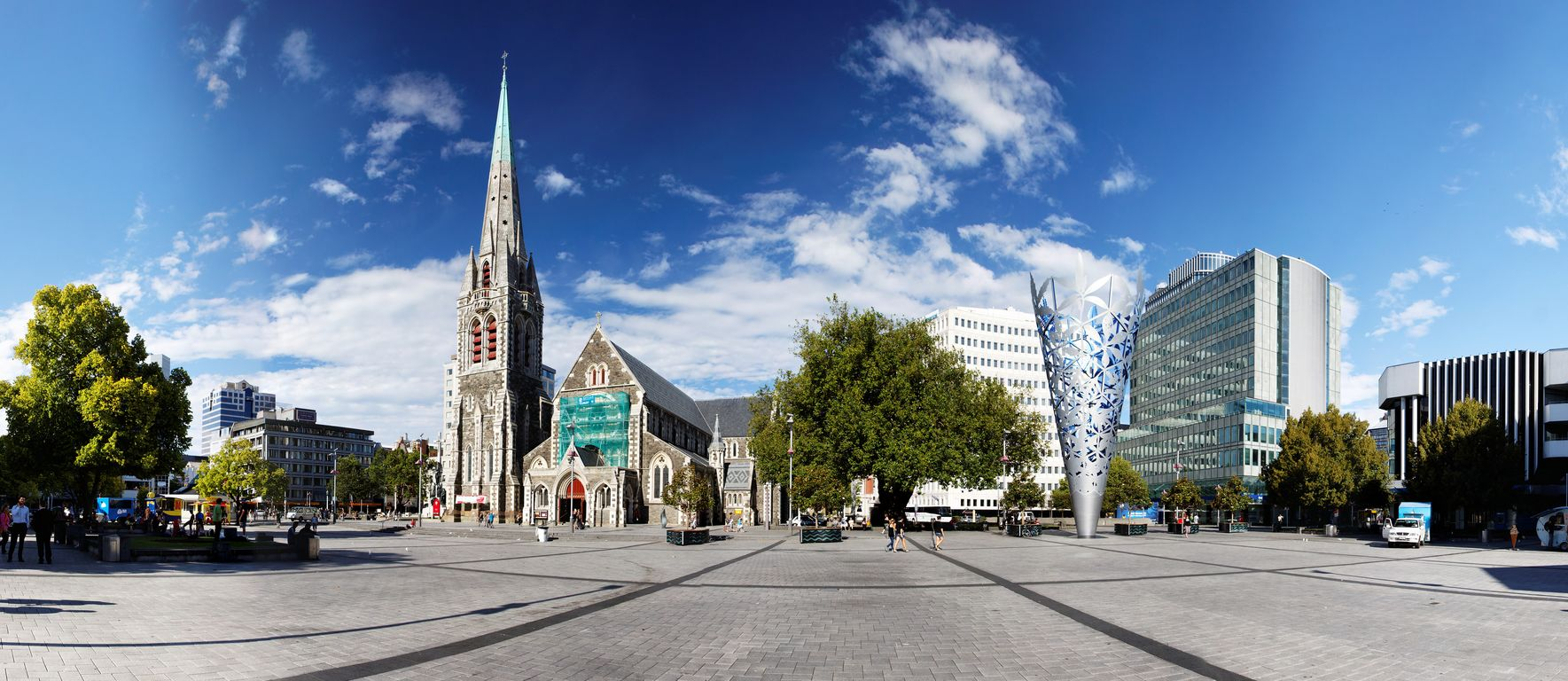
Cathedral Square mit dem Calice, 2010

The Chalice, manchmal auch Millennium Cone genannt, ist eine aus Stahl und Aluminium gefertigte Skulptur auf dem Cathedral Square in der neuseeländischen Großstadt Christchurch. Sie ist zusammen mit der nach dem Erdbeben beschädigten Christ Church Cathedral das Wahrzeichen der Stadt.
Anlass für den Bau des „Kelches“ war die 150-Jahr-Feier der Stadt Christchurch und der Region Canterbury durch die Canterbury Association im Jahr 2001.
Das Kunstwerk wurde am 10. September 2001 durch das erstmalige Einschalten des Flutlichtes im Inneren eingeweiht. Der neuseeländische Künstler und Bildhauer Neil Dawson hat die Skulptur entworfen. In Aluminium ließ er 42 Blätter einheimischer Pflanzenarten in das aus sechseckigen Waben aufgebaute Stahlskelett einarbeiten. Die Blätter repräsentieren heimische Baumarten: Mapou, Kowhai, Mahoe, Totara, Karamu, Titoki, Ngaio, Maratata und Koromiko.
Die Skulptur stelle eine Verbindung zu Christchurchs Spitznamen „Gartenstadt“ her. Das Werk misst 18 Meter in der Höhe, 2 Meter Durchmesser an der Basis und 8,5 Meter Durchmesser über den oberen Rand. Die Basis entspringt aus einem aus sechs Segmenten gefertigten Ring mit drei Metern Durchmesser aus dunklem Granit. Die Skulptur ist im Inneren blau und außen silberfarbig lackiert und wird nachts von innen und außen beleuchtet.
Der prominente Christchurcher Architekt Peter Beaven nannte die Skulptur „vent to an underground toilet“ („Abluftschacht einer unterirdischen Toilette“).